# Hypleurochilus langi
Hypleurochilus langi är en fiskart som först beskrevs av Fowler 1923.  Hypleurochilus langi ingår i släktet Hypleurochilus och familjen Blenniidae. Inga underarter finns listade i Catalogue of Life.